# Unison (альбом)
Unison — девятый студийный альбом канадской певицы Селин Дион и ее первый альбом на английском языке. Выпущенный 2 апреля 1990 года лейблами Columbia Records и Epic Records, он представляет собой смесь танцевальных песен и баллад под влиянием софт-рока 1980-х годов. Продюсерами альбома выступили Дэвид Фостер, Кристофер Нил, Энди Голдмарк и Том Кин. Unison получил в целом положительные отзывы музыкальных критиков, которые высоко оценили голос и технику Дион и музыкальную составляющую альбома.
Unison достиг высшей позиции в чарте Квебека, восьмой — в Норвегии и пятнадцатой — в Канаде и Австралии. Альбом стал семь раз платиновым в Канаде, платиновым в США, золотым в Великобритании и Франции, а по всему миру было продано более четырёх миллионов экземпляров. Сингл «Where Does My Heart Beat Now» вошёл в пятерку лучших хитов Billboard Hot 100 в США, достигнув четвёртого места. Следующий американский сингл «(If There Was) Any Other Way» достиг 35-й строчки. В 1991 году Unison получил премию «Джуно» в категории «Альбом года», а Дион получила свою первую награду в номинации «Вокалистка года».

## Предыстория
В 1980-х Дион выпустила одиннадцать франкоязычных альбомов в Канаде и три во Франции, а в Европе был выпущен один сборник. В Канаде Incognito (1987) получил дважды платиновый статус, Tellement j’ai d’amour… (1982) — платиновый, а Les chemins de ma maison (1983) и Mélanie (1984) — золотой. Дион возглавила чарт Квебека с такими хитами, как «D’amour ou d’amitié», «Mon ami m’a quittée», «Incognito», «Lolita (trop jeune pour aimer)», «Comme un cœur froid» и «D’abord, c’est quoi l’amour». Синглы «D’amour ou d’amitié» и «Une colombe» получили золотые сертификаты в Канаде. За это десятилетие Дион выиграла пятнадцать премий «Феликс», в том числе «Новичок года», «Вокалистка года», «Альбом года» (Mélanie), «Поп-альбом года» (Tellement j’ai d’amour…), «Самый продаваемый альбом года» (Les chemins de ma maison, Mélanie), «Самая популярная песня года» («Une colombe», «Incognito»), «Самый продаваемый сингл года» («Une colombe»), «Лучшее сценическое выступление года» (Incognito Tournée) и «Артист года, добившийся наибольшего успеха за пределами Квебека». Во Франции Дион стала первой канадской артисткой, получившей золотой диск за свой сингл «D’amour ou d’amitié». Дальнейший успех в Европе пришел, когда она представляла Швейцарию на конкурсе песни Евровидение 1988 года с песней «Ne partez pas sans moi», которая позже выиграла конкурс.
Изначально компания CBS Records предложила 25 000 долларов на создание альбома, что позволило бы Дион записать новый вокал поверх оригинальных музыкальных треков из её предыдущего франкоязычного альбома Incognito. Три события повысят ставку. Сначала Дион исполнила «Can’t We Try» в дуэте с Дэном Хиллом на съезде CBS Canada в 1987 году. Выступление настолько впечатлило президента компании Берни ДиМаттео, что он увеличил бюджет до 100 000 долларов, что позволило бы записать несколько новых песен. Затем на церемонии вручения премии «Джуно» 1987 года Дион исполнила «Have a Heart». После этого выступления бюджет вырос до 300 000 долларов. Когда Дэвид Фостер позже увидел видеозапись выступления, он убедил ДиМаттео, что 300 000 долларов недостаточно, поэтому им предоставили неограниченный бюджет. В итоге пластинка обошлась в 600 000 долларов. Unison записывался в Лондоне, Нью-Йорке и Лос-Анджелесе.
До того, как Unison был выпущен в 1990 году, Дион записала несколько дуэтов на английском языке. В 1989 году дуэт с Билли Ньютоном-Дэвисом «Can’t Live With You, Can’t Live Without You» был издан в Канаде как сингл с его альбома Spellbound. Вместе с Уорреном Вибе Дион исполнила саундтрек «Listen to Me» для американского драматического фильма «Слушай меня». Ещё один дуэт с Дэном Хиллом «Wishful Thinking» был записан в 1989 году и вошёл в его альбом Real Love. Тем не менее, ни одна из этих композиций не была включена в Unison.

## Содержание и выпуск
В треклист Unison вошли четыре песни, спродюсированные британским продюсером Кристофером Нилом, который ранее работал с такими артистами, как Шина Истон, Mike + The Mechanics и Шейкин Стивенс. Три из них были изданы в качестве синглов, в том числе хит «Where Does My Heart Beat Now» и кавер-версия песни Шины Истон «The Last to Know». Пять песен были спродюсированы канадским продюсером и композитором Дэвидом Фостером. Его продюсерская работа включала композицию «Have a Heart», которая ранее была записана на французском языке под названием «Partout je te vois» и вошла в альбом Дион Incognito. Оригинальная версия этой песни принадлежит американской R'n'B-певице Анджеле Клеммонс и была выпущена на её альбоме This Is Love (1987) под названием «Just Have a Heart». Энди Голдмарк спродюсировал кавер на песню Джуниора Джискомба «Unison», которая в 1983 году вошла в саундтрек к фильму Майкла Чапмана «Все верные ходы».
Альбом из десяти треков был выпущен 2 апреля 1990 года в Канаде и 11 сентября 1990 года в США. В других частях мира Unison был выпущен в следующем году: 21 февраля 1991 года в Японии, 4 марта 1991 года в Австралии и 16 сентября 1991 года в Великобритании.

## Синглы
В Канаде было выпущено четыре коммерческих сингла: «(If There Was) Any Other Way» в марте 1990 года, «Unison» в июле 1990 года, «Where Does My Heart Beat Now» в сентябре 1990 года и «The Last to Know» в марте 1991 года. «Have a Heart» был выпущен как промосингл в июле 1991 года. Все синглы попали в сорок лучших в Канаде, а «Where Does My Heart Beat Now» достиг шестой позиции. Они также добились успеха в чарте Canadian Adult Contemporary. Четыре из них попали в десятку лучших, а «Where Does My Heart Beat Now» возглавил список и продержался на вершине две недели.
В Соединенных Штатах «Where Does My Heart Beat Now» был выпущен в качестве ведущего сингла в сентябре 1990 года. За ним последовали «(If There Was) Any Other Way» в марте 1991 года и «The Last to Know» в июне 1991 года. Сингл «Where Does My Heart Beat Now» стал первым хитом Дион, достигшим топ-10 хит-парада США. Песня добралась до четвертой строки в Billboard Hot 100. Следующий сингл «(If There Was) Any Other Way» достиг тридцать пятой позиции. Все три песни также попали в чарт US Adult Contemporary, где самая успешная песня «Where Does My Heart Beat Now» заняла второе место. В начале 1991 года «Where Does My Heart Beat Now» был выпущен как первый сингл с Unison за пределами Северной Америки. Он имел успех в Норвегии, достигнув четвертой строки. «Where Does My Heart Beat Now» вошёл в сорок лучших в Ирландии, Франции, Бельгии, Нидерландах и Новой Зеландии. Он также попал в чарты Австралии и Великобритании.

## Продвижение
6 мая 1989 года Дион открывала конкурс песни «Евровидение» исполнением победной песни прошлого года «Ne partez pas sans moi» и «Where Does My Heart Beat Now» из грядущего англоязычного альбома. В 1990 и 1991 годах Дион продвигала Unison в различных телешоу. Её первое появление на американском телевидении состоялось на The Tonight Show, где она исполнила «Where Does My Heart Beat Now» 21 сентября 1990 года. Дион снова спела ту же песню на The Tonight Show 15 ноября 1990 года. Другие выступления в США включали: «Where Does My Heart Beat Now» в программах Good Morning America, Live with Kelly and Mark и Into the Night with Rick Dees; «Where Does My Heart Beat Now» и «(If There Was) Any Other Way» на Super Dave; и «The Last to Know» на The Tonight Show.
В Канаде Дион исполнила «Where Does My Heart Beat Now» во время церемонии вручения наград «Джуно» 1991 года. Она также пела «(If There Was) Any Other Way», «Unison» и «Where Does My Heart Beat Now» в различных канадских телевизионных шоу. Кроме того, Дион продвигала Unison в рамках своего аншлагового тура Unison Tour в Канаде. Выступления в телешоу в других странах включали «Where Does My Heart Beat Now» в Нидерландах в 1990 году и во Франции в программе Le Monde Est À Vous 7 апреля 1991 года; «(If There Was) Any Other Way» и «Where Does My Heart Beat Now» в Норвегии в 1991 году.

## Реакция критики
| Оценки критиков               | Оценки критиков |
| Источник                      | Оценка          |
| ----------------------------- | --------------- |
| AllMusic                      | [ 6 ]           |
| Calgary Herald                | B−              |
| Chicago Tribune               | [ 8 ]           |
| Entertainment Weekly          | B               |
| The Rolling Stone Album Guide | [ 10 ]          |

На альбом во многом повлияло звучание софт-рока 1980-х, которое вписывалось в формат радиостанций, игравших музыку в стиле Adult contemporary. Unison получил в целом положительные отзывы критиков. Стивен Томас Эрлевайн из AllMusic назвал его «прекрасным, изысканным американским дебютом». Джим Фарбер из Entertainment Weekly отметил вокальный стиль Дион. «Действительно, Дион обладает мощным голосом и искусной фразировкой. Но на её первой американской пластинке её пение остается без излишних прикрас. Что ещё лучше, Дион не пытается воплотить в жизнь стили, которые ей не по силам. <…> Певица доказывает важный момент: даже самые щедрые от природы голоса могут выиграть от небольшой скромности». Ян Де Нок из Chicago Tribune охарактеризовал альбом как «сильную коллекцию баллад и танцевальных треков» и заметил, что «хотя громкий голос Дион вызывает сравнения с пауэр-поп стилистикой Тейлор Дейн и Лоры Брэниган … она также ловко владеет ритмом R&B. <…> Но, как и в случае с Дэйн и Брэниган, Дион ярче всего сияет в сентиментальных песнях о любви, таких как её нынешний хит „Where Does My Heart Beat Now“».

## Коммерческий успех
В Канаде Unison достиг пятнадцатого места и получил семикратный платиновый статус. Он также возглавлял хит-парад Квебека в течение девяти недель.
В Соединенных Штатах альбом достиг семьдесят четвертой позиции национального чарта Billboard 200, и был распродан тиражом более 1,2 миллиона копий, что позволило получить платиновый сертификат RIAA. Billboard поставил Дион на 11-е место среди лучших исполнительниц поп-сингла 1991 года в США, а также на 8-е место среди лучших артистов Adult Contemporary 1991 года. Unison достиг восьмой строки в Норвегии, пятьдесят пятой — в Великобритании, а также попал в чарты Бельгии. Он получил золотой статус в Великобритании и Франции.
В Австралии Unison попал в чарты в комбинации с альбомом Celine Dion в 1992 году, достиг пятнадцатой позиции и получил золотой статус. По всему миру было продано более четырех миллионов экземпляров Unison.

## Признание
В 1990 году Дион получила премию «Феликс», присуждаемую Квебекской ассоциацией звукозаписывающей, концертной и видеоиндустрии (ADISQ), в категории «Англоязычный артист года», однако, когда певицу объявили победителем, она публично отказалась принять награду, заявив, что не считает себя англоязычным артистом. «Это не потому, что я не горжусь своим англоязычным альбомом, наоборот, я им очень горжусь. Я хочу поблагодарить свою команду из CBS, которая поддерживала и воодушевляла меня во всем мире как певицу из Квебека. Я хочу поблагодарить публику, потому что думаю, они понимают, что я не англоязычный артист». В завершение своей речи, Дион предложила руководителям ADISQ изменить название категории с «Англоязычный артист года» на «Квебекский артист, достигший наибольшего международного успеха». Отказ Дион от премии и её речь вызвали ажиотаж в канадских СМИ, в том числе, за пределами провинции Квебек, где ранее почти не освещали церемонию ADISQ. Организаторы премии заявили, что у Дион и её менеджера Рене Анжелила была возможность отозвать кандидатуру певицы, если номинация была для них оскорбительна. Они также отметили, что звукозаписывающая компания CBS выдвинула Дион в англоязычной категории, а её менеджер предоставил фотографию певицы для сувенирной программы, где она появилась вместе с другими номинантами. Полемика в прессе приняла новый оборот после заявления лидера Квебекской партии Жака Паризо монреальскому изданию The Gazette, в котором он поддержал решение Дион отказаться от статуэтки. В статье указывалось, что некоторые интерпретировали высказывание Дион как оскорбление англоязычных жителей Квебека, подразумевая, что англоязычные люди в меньшей степени являются квебекцами, чем франкоязычные. В результате, в следующем году ADISQ изменила название категории с «Англоязычный артист года» на «Артист, добившийся наибольшего успеха на языке, отличном от французского». Примечательно, что Дион победила в этой категории в том же 1991 году. Кроме того, Рене-Ришар Сир получил премию «Феликс» в категории «Режиссер-постановщик года» за свою работу над Unison Tour, Ив Окойн был номинирован как «Художник по свету года», а Дион была номинирована на премию «Артист года, добившийся наибольшего успеха за пределами Квебека».
На церемонии вручения наград «Джуно» 1991 года Unison выиграл в номинации «Альбом года», а Дион получила статуэтку как «Вокалистка года». Впервые в истории премии франко-канадский артист был признан в этих категориях. «Unison» (Mainstream Mix) также был номинирован как «Лучшая танцевальная запись», а Дэвид Фостер был номинирован в категории «Продюсер года» за «Have a Heart» и «Love by Another Name». В 1992 году Дион снова стала «Вокалисткой года» по версии «Джуно» и была номинирована в категории «Канадская артистка года».
Unison Tour также получил награду Platinum Ticket Award за продажу более 100 000 билетов в Квебеке. В 1992 году Дион была номинирована на канадскую телевизионную премию «Джемини» в категории «Лучшее выступление в эстрадной программе или сериале» за исполнение песни «Where Does My Heart Beat Now» на церемонии вручения наград «Джуно» 1991 года. «Where Does My Heart Beat Now» также получила премию ASCAP Pop Award как самая исполняемая песня в США. Кроме того, телевизионные программы Céline Dion – Unison и Céline Dion: 10 ans déjà были номинированы в нескольких категориях премии Жемо в 1990 и 1992 годах соответственно, а Céline Dion – Unison был отмечен как «Лучшая эстрадная программа».

## Список композиций
| №   | Название                           | Автор(ы)                                 | Продюсер(ы)      | Длительность |
| --- | ---------------------------------- | ---------------------------------------- | ---------------- | ------------ |
| 1.  | «(If There Was) Any Other Way»     | Пол Блисс                                | Кристофер Нил    | 4:00         |
| 2.  | «If Love Is Out the Question»      | Блисс Фил Палмер                         | Нил              | 3:54         |
| 3.  | «Where Does My Heart Beat Now»     | Роберт Уайт Джонсон Тейлор Родс          | Нил              | 4:33         |
| 4.  | «The Last to Know»                 | Брок Уолш Фил Голдстон                   | Нил              | 4:36         |
| 5.  | «I'm Loving Every Moment with You» | Том Кин Эрик Прессли Тайлер Коллинз      | Дэвид Фостер Кин | 4:08         |
| 6.  | «Love by Another Name»             | Фостер Клиф Магнесс Глен Баллард         | Фостер           | 4:51         |
| 7.  | «Unison»                           | Энди Голдмарк Брюс Робертс               | Голдмарк         | 4:13         |
| 8.  | «I Feel Too Much»                  | Кин Прессли                              | Фостер Кин       | 4:08         |
| 9.  | «If We Could Start Over»           | Стэн Мейсснер                            | Фостер           | 4:23         |
| 10. | «Have a Heart»                     | Алдо Нова Билли Стейнберг Ральф МакКарти | Фостер           | 4:15         |

## Чарты
| Чарт (1990—1997)                  | Позиция |
| --------------------------------- | ------- |
| Австралия (ARIA)                  | 15      |
| Бельгия/Валлония (Ultratop)       | 56      |
| Бельгия/Фландрия (Ultratop)       | 80      |
| Великобритания (UK Albums Chart)  | 55      |
| Канада (RPM Top Albums/CDs)       | 15      |
| Канада (The Record)               | 17      |
| Квебек (ADISQ)                    | 1       |
| Норвегия (VG-lista)               | 8       |
| США (Billboard 200)               | 74      |
| Шотландия (Scottish Albums Chart) | 68      |

| Чарт (1990)                                  | Позиция |
| -------------------------------------------- | ------- |
| Канада (RPM Top Albums/CDs)                  | 100     |
| Канада (RPM Top Albums/CDs Canadian Artists) | 19      |

| Чарт (1991)                                  | Позиция |
| -------------------------------------------- | ------- |
| Канада (RPM Top Albums/CDs)                  | 63      |
| Канада (RPM Top Albums/CDs Canadian Artists) | 10      |

## Сертификации и продажи
| Регион | Сертификация  | Продажи   |
| --- | ------------- | --------- |
| Австралия (ARIA) | Золотой       | 35 000    |
| Канада (Music Canada) | 7× Платиновый | 700 000^  |
| Франция (SNEP) | Золотой       | 100 000*  |
| Великобритания (BPI) | Золотой       | 100 000^  |
| США (RIAA) | Платиновый    | 1,227,000 |
| Итого |               |           |
| Мир | —             | 4,000,000 |
| * Данные о продажах приведены только на основе сертификации. · ^ Данные о тиражах приведены только на основе сертификации. · Данные о продажах + прослушиваниях приведены только на основе сертификации. |               |           |

## История релиза
| Регион         | Дата             | Лейбл    | Формат        | Каталог   |
| -------------- | ---------------- | -------- | ------------- | --------- |
| Канада         | 2 апреля 1990    | Columbia | CD LP кассета | 80150     |
| США            | 11 сентября 1990 | Epic     | CD кассета    | 46893     |
| Япония         | 21 февраля 1991  | SMEJ     | CD            | ESCA-5184 |
| Австралия      | 4 марта 1991     | CBS      | CD кассета    | 467203    |
| Великобритания | 16 сентября 1991 | Epic     | CD LP кассета | 467203    |